# 873
El 873 (DCCCLXXIII) fou un any comú començat en dijous del calendari julià.

## Esdeveniments
- Fam a la península Ibèrica
- Baptisme i conversió obligatòria per als jueus de l'Imperi Romà d'Orient

## Necrològiques
- 15 d'agost, Xina: Emperador Yizong de Tang (n. 833)